# Hugo Rocha (escritor)
Hugo Rocha (Porto, 1907 — Porto, 24 de fevereiro de 1993) foi um jornalista e prolífico escritor, autor de mais de uma dezena de monografias de temática variada, desde o romance às viagens e ao espiritismo. Foi jornalista do jornal O Comércio do Porto, de que foi diretor e ao qual esteve ligado até se reformar aos 74 anos.

## Biografia
Ingressou muito jovem como jornalista na redação de O Comércio do Porto, onde permaneceria até se reformar. Em 1933 publicou seu primeiro livro, de crónicas africanas, intitulado Bayete e um volume de poemas intitulado Rapsódia Africana. Logo no ano seguinte publicou um ensaio intitulado Espiritualismo e a novela O homem que morreu no deserto.
Ao longo das décadas seguintes publicou numerosas obras, incluindo relatos de viagens de carácter impressionista aos Açores, à ilha da Madeira, à Índia Portuguesa e à Galiza. Também publicou alguns romances e várias obres sobre temas do esoterismo e do espiritismo.
A sua obra de viagens mais notável é um relato de um périplo pela Galiza, intituladas Itinerário na Galiza, obra complementada em  1961 e 1963 com os dois volumes intitulados Encontros da Galiza. A obra mereceu excelente colhimento à época.

Colaborou no semanário  Repórter X  (1930-1935).

## Principais obras
Para além de vasta produção dispersa por periódicos, Hugo Rocha é autor das seguintes obras:
- Bayete : crónicas africanas do Atlântico ao Índico, Porto : O Comércio do Porto, 1933;
- Rapsódia Africana ou Rapsódia Negra, 1933;
- Espiritualismo, 1934;
- O homem que morreu no deserto, 1934;
- Além-mar : comentários, ideias e aspectos, Porto : Artes e Letras, 1935;
- Primavera nas ilhas : crónicas dos Açores e da Madeira, Angra do Heroísmo : Livraria Editora Andrade, 1936;
- O Problema dos Fantasmas. Ensaio sobre certos aspectos da fenomenologia sobrenatural, Sociedade Portuense de Investigações Psíquicas, Porto, 1937;
- Jornalistas, Porto, 1946;
- O enigma dos «discos voadores» ou a maior interrogação do nosso tempo, Porto : Edições AOV, 1951 (com edição brasileira aumentada em 1961);
- Namastê : roteiro duma viagem a Goa, Agência Geral do Ultramar, Lisboa, 1953;
- Futebol : romance, Porto : Lello & Irmão, 1957;
- Outros Mundos/Outras Humanidades, 1958;
- Itinerário na Galiza, Porto,1946;
- Encontros da Galiza, 1961 e 1963.